# Plaveč (district de Stará Ľubovňa)
Pour les articles homonymes, voir Plaveč.
Plaveč (polonais : Pławiec, hongrois : Palocsa, allemand : Plautsch) est une commune de Slovaquie orientale situé dans la région de Prešov. Elle est située sur les rives du Poprad, affluent du Dunajec (bassin de la Vistule).
La gare de Plaveč est située sur la ligne Košice - Muszyna dont le trafic transfrontière n'est plus assuré en raison de la destruction partielle en 2010 d'un pont sur la rivière Poprad, et sur la ligne Poprad - Plaveč.

## Histoire
La première mention écrite du village remonte à 1287.

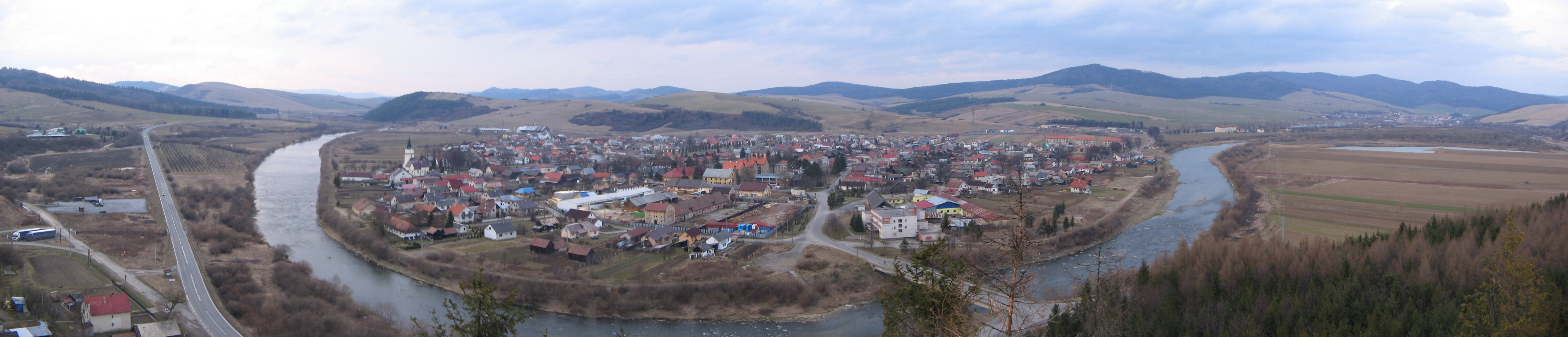
Panorama de Plaveč

## Démographie

### Évolution de la population
| Année:               | 1994. | 2004.   | 2014.   | 2024.   |
| -------------------- | ----- | ------- | ------- | ------- |
| Nombre de personnes: | 1817  | 1857    | 1835    | 1775    |
| Différence:          |       | +2,20 % | -1,18 % | -3,26 % |

| Année:               | 2023. | 2024.   |
| -------------------- | ----- | ------- |
| Nombre de personnes: | 1770  | 1775    |
| Différence:          |       | +0,28 % |